# Джалама
Джалама (араб. جلمة‎) — деревня на северо-западе Сирии, расположенная на территории мухафазы Халеб. Входит в состав нахии Джандарис района Африн.

## Географическое положение
Деревня находится в северо-западной части мухафазы, вблизи границы с Турцией, к югу от реки Африн, на высоте 198 метров над уровнем моря.

Джалама расположена на расстоянии приблизительно 32 километров к западу-северо-западу (WNW) от Халеба, административного центра провинции и на расстоянии 314 километров к северо-северо-востоку (NNE) от Дамаска, столицы страны.

## Население
По данным официальной переписи 2004 года численность населения деревни составляла 4139 человек.